# Mark Donski

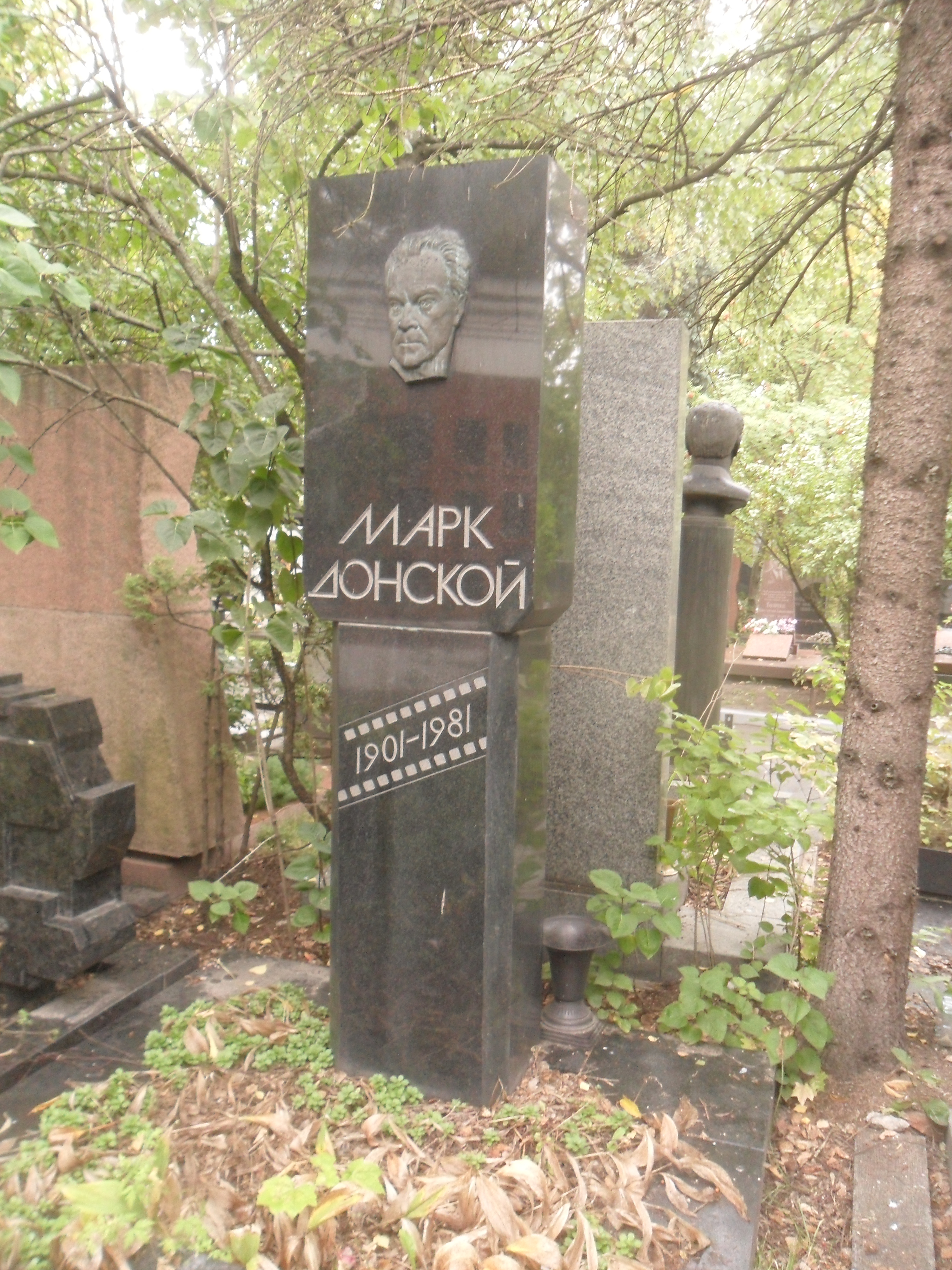
Grób Marka Donskiego na Cmentarzu Nowodziewiczym w Moskwie

Mark Siemionowicz Donski (Donskoj) (ros. Марк Семёнович Донско́й; ur. 21 lutego?/6 marca 1901 w Odessie, zm. 21 marca 1981 w Moskwie) – radziecki, socrealistyczny reżyser filmowy, a także scenarzysta i producent filmowy.

## Życiorys
Ukończył studia na wydziale prawa Uniwersytetu w Symferopolu. Pracował w Sądzie Najwyższym ZSRR. Pracę w kinematografii zaczął w 1926 jako asystent reżysera.
Reżyserował adaptacje filmowe na podstawie dzieł Maksyma Gorkiego. Wyreżyserował cykl filmów o Gorkim – trylogię autobiograficzną: Dzieciństwo Gorkiego (1938), Wśród ludzi (1939) i Moje uniwersytety (1940). Na podstawie utworu Gorkiego nakręcił także ekranizację Matki (1955), która startowała w konkursie głównym na 9. MFF w Cannes.
Oprócz adaptacji dzieł Gorkiego zrealizował w 1942 film Jak hartowała się stal, bazujący na motywach powieści o tym samym tytule autorstwa Nikołaja Ostrowskiego.
W 1966 przyznano mu tytuł Ludowego Artysty ZSRR, a w 1971 – Bohatera Pracy Socjalistycznej. Zasiadał w jury konkursu głównego na 25. MFF w Cannes (1972).
Spoczywa pochowany na Cmentarzu Nowodziewiczym w Moskwie.

## Filmografia
- 1926: Prostytutka
- 1938: Dzieciństwo Gorkiego
- 1939: Wśród ludzi
- 1940: Moje uniwersytety
- 1942: Jak hartowała się stal
- 1944: Tęcza
- 1947: Nauczycielka wiejska
- 1955: Matka

## Odznaczenia i nagrody
- Ludowy Artysta ZSRR
- Medal Sierp i Młot
- Order Lenina (dwukrotnie – 14 kwietnia 1944 i 1 czerwca 1971)
- Order Rewolucji Październikowej (18 marca 1981)
- Order Czerwonego Sztandaru Pracy (1 lutego 1939)
- Nagroda Stalinowska (trzykrotnie)
- Nagroda Państwowa ZSRR[4]
- Zasłużony Działacz Sztuk RFSRR